# 宇田新太郎
宇田 新太郎（うだ しんたろう、1896年（明治29年）6月1日 - 1976年（昭和51年）8月18日）は、日本の工学者。東北大学教授。
専門は電気工学、通信工学で、八木・宇田アンテナの発明者として知られ、同郷の盛永俊太郎、川原田政太郎と共に「魚津の三太郎博士」と呼ばれた。

## 来歴
富山県下新川郡舟見町（現・入善町）出身。旧制魚津中学、広島高等師範学校を経て、一旦長野県の旧制大町中学で教職に就くが、その後に東北帝国大学工学部電気工学科に入学。1924年に卒業後そのまま大学に奉職し、当時東北帝国大学で隆盛をみた超短波をはじめとする電磁波による電気通信の研究に従事し、八木秀次とともに八木・宇田アンテナを共同発明した。その後宇田の主導的研究により八木・宇田アンテナの実用化に貢献した。
後年、インドに出張し、インド国立物理研究所電子部長（1955年4月1日 - 1958年3月31日）を務めた。その間日本製通信機器を使用して、熱帯地方に於けるマイクロ波通信回線に関する多くの基礎的データの蓄積に貢献した。1960年、神奈川大学工学部教授。
工学博士。東北大学名誉教授。昭和7年（第22回）日本学士院賞受賞。1966年勲二等瑞宝章受章。 勲二等旭日重光章（没後叙勲）。

## 逸話
宇田はその臨終に際して、自分の墓に八木・宇田アンテナを建てることを望んだ。しかし工学者冥利として自らの発明した物を記念碑的に残すといっても、墓にアンテナを建てることは奇妙にすぎるとして、遺された関係者が善後を相談した結果、宇田家の墓の墓誌に八木・宇田アンテナの意匠を彫り込むことで代わりとした。

## 主要著書
- 超高周波電子管（共著）修教社 1949
- YAGI-UDA ANTENNA (S. Uda and Y. Mushiake) 丸善 1954
- 無線工学Ⅰ（伝送編）丸善 1955
- 無線工学Ⅱ（エレクトロニクス編）丸善 1955
- 電波工学演習 学献社 1963
- 新版無線工学Ⅰ」（伝送編）丸善 1964
- 新版無線工学Ⅱ」（エレクトロニクス編）丸善 1965
- 電子・量子工学の基礎 丸善 1967
- 半導体エレクトロニクス 丸善 1970
- レーダー工学演習 学献社 1972
- レーザと光通信 丸善 1973
- Short Wave Projector（インド国におけるマイクロ波通信の研究も含む）丸善 1974